# Samoobrona
Samoobrona (Zelfverdediging), van 1992 tot 2000 Przymierze Samoobrona (Verbond Zelfverdediging) en van 2000 tot 2012 Samoobrona Rzeczpospolitej Polskiej (Zelfverdediging van de Republiek Polen) geheten, is een Poolse politieke partij en vakbond. De partij is opgericht in 1992 door Andrzej Lepper en vormde van 5 mei 2006 tot 13 augustus 2007 een regering met Recht en Rechtvaardigheid en de Liga van Poolse Gezinnen. De partij is lid van de Europese partij EUD (EUDemocrats) en maakte in de periode 2004-2009 deel uit van de UEN-fractie in het Europees parlement.

## Standpunten
Het is een populistische boerenpartij met linkse standpunten in economisch zaken, en traditioneel katholieke standpunten in ethische kwesties.
Samoobrona wil een verhoging van de landbouwsubsidies en verlaging van de btw betalen door nieuwe belastingen, het snijden in subsidies aan stichtingen en fondsen en een vermindering van de nationale banktegoeden.
De partij is verder vóór:
- afschaffing van de Senaat
- directe terugtrekking van de Poolse troepen uit de Irakoorlog
- instelling van een beroepsleger
- behoud van het gratis onderwijs en gezondheidszorg
- verbetering van de sociale zekerheid
- het openbaar maken van alle archieven van de Poolse geheime dienst ten tijde van de Volksrepubliek Polen
- de beschermwaardigheid van het leven vanaf de conceptie tot aan de natuurlijke dood
- het behoud van de Poolse staatsbedrijven
- het behoud van een progressieve inkomstenbelasting.

Samoobrona ziet een grote rol voor (land)bouwbedrijven en het midden- en kleinbedrijf. Ze is huiverig voor buitenlandse investeringen en de invloed van de Europese Unie.
Samoobrona is tegen:
- legalisering van softdrugs

## Geschiedenis

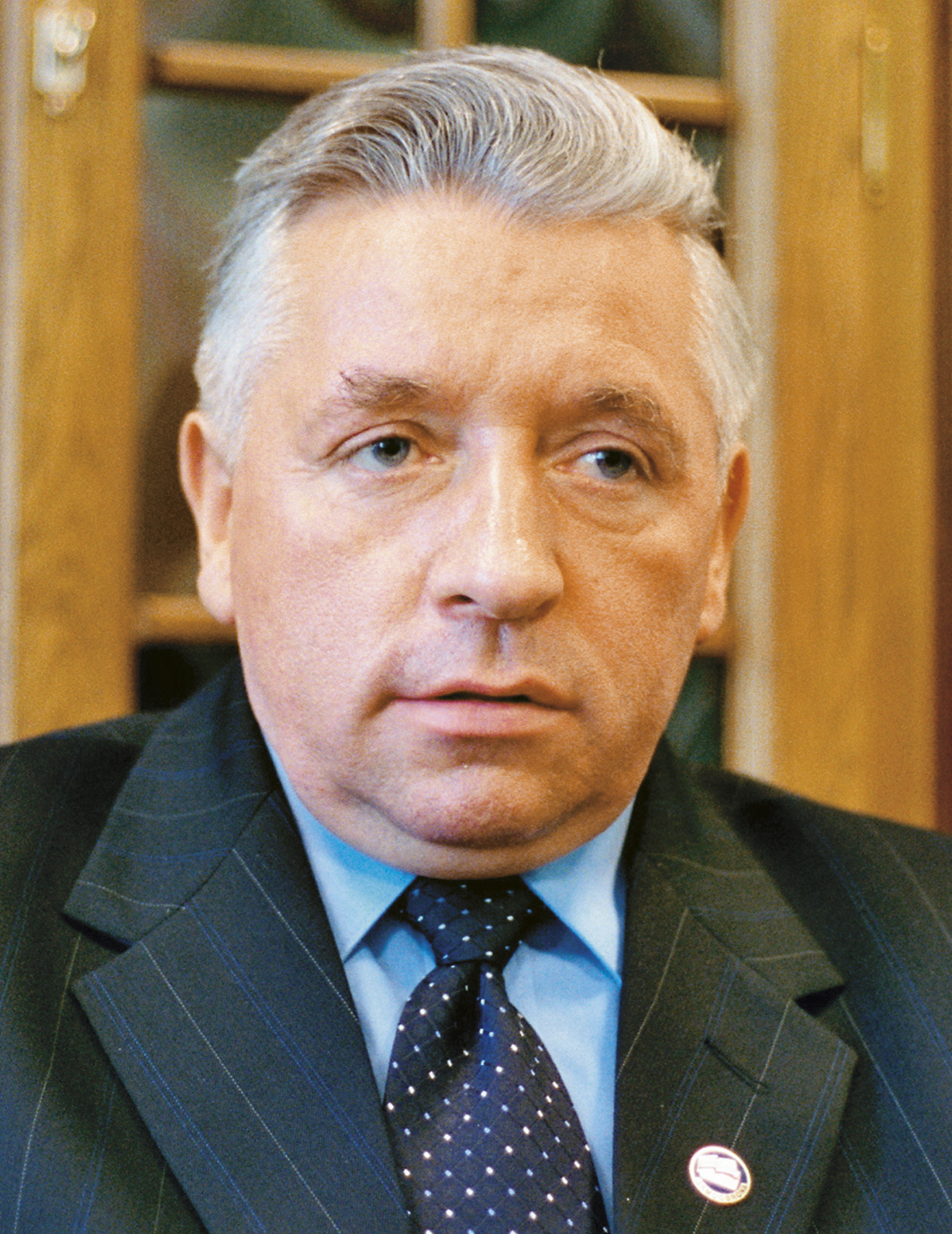
Andrzej Lepper

Samoobrona werd op 10 januari 1992 opgericht als ZZR Samoobrona (Boerenvakbond Zelfverdediging). In juni van dat jaar volgde de registratie als partij onder de naam Przymierze Samoobrona (Verbond Zelfverdediging). Deze deed onder de naam Samoobrona – Leppera mee aan de parlementsverkiezingen van 1993, maar behaalde niet meer dan enkele procenten van de stemmen en haalde de kiesdrempel van 5% niet. Ook de kandidatuur van Lepper in de presidentsverkiezingen van 2005 en 2000 was weinig succesvol. In 2000 veranderde de partij haar naam in Samoobrona Rzeczpospolitej Polskiej (Zelfverdediging van de Republiek Polen).
De intrede tot de Sejm vond plaats in 2001 nadat de partij veel publiciteit had vergaard met wegblokkades uit protest tegen het regeringsbeleid. Met 10,5% van de stemmen werd Samoobrona de derde politieke macht in grootte. Hoewel de partij officieel in de oppositie zat, steunde ze de regeringspartij Alliantie van Democratisch Links (Sojusz Lewicy Demokratycznej) en gaf hen zo de meerderheid om verder te regeren.
Bij de parlementsverkiezingen van 2005 kreeg de partij 11,4% van de stemmen. Bij de presidentsverkiezingen in datzelfde jaar kreeg Lepper 15,1% van de stemmen.
Na deze verkiezingen matigde Samoobrona haar toon en standpunten enigszins en trad in mei 2006 toe tot de regering. Lepper werd vicepremier en minister van Landbouw in een coalitieregering van zijn partij met Prawo i Sprawiedliwość en de extreemrechtse Liga Polskich Rodzin (LPR). Zijn carrière als minister as turbulent: al in september werd hij na een conflict met premier Jarosław Kaczyński ontslagen, maar keerde in oktober weer terug. Op 9 juli 2007 werd Lepper voor de tweede maal uit de regering gezet, deze keer omdat er een onderzoek tegen hem was gestart met betrekking tot corruptie. Hij kondigde hierop de terugtrekking van zijn partij uit de regering aan, maar kwam daar dezelfde dag nog op terug. Zijn ministers bleven aan onder voorwaarden. Op 13 augustus 2007 ontsloeg Jarosław Kaczyński alsnog alle ministers van Samoobrona en de LPR.
De partij was in verregaande onderhandeling met de Liga van Poolse Gezinnen om te komen tot een gezamenlijke lijst voor de vervroegde verkiezingen onder de naam Liga i Samoobrona (Liga en Zelfverdediging, LiS). Beide partijen balanceerden in opiniepeilingen op het randje van de kiesdrempel, maar konden het niet eens worden over een samenwerking en doen uiteindelijk als twee verschillende lijsten mee. Bij de parlementsverkiezingen van 2007 verdwenen beide partijen uit het parlement. 
Op 28 oktober 2010 richtte Lepper een nieuwe partij op onder de naam Nasz Dom Polska – Samoobrona Andrzej Lepper (Ons Huis Polen – Zelfverdediging van Andrzej Lepper), die echter geen enkel succes heeft gehad. Op 5 augustus 2011 werd Lepper dood gevonden in het kantoor van Samoobrona. De politie ging uit van zelfmoord door ophanging.
Beide partijen (Samoobrona van de Republiek Polen en Nasz Dom Polska) fuseerden in 2012, maar hebben sindsdien nooit meer een rol in de Poolse politiek gespeeld. De leiding van de partij, die weer gewoon Samoobrona heet, is in handen van Lech Kuropatwiński.

## Verkiezingsresultaten
|                           | resultaten Samoobrona in nationale en Europese verkiezingen | resultaten Samoobrona in nationale en Europese verkiezingen | resultaten Samoobrona in nationale en Europese verkiezingen | resultaten Samoobrona in nationale en Europese verkiezingen | resultaten Samoobrona in nationale en Europese verkiezingen | resultaten Samoobrona in nationale en Europese verkiezingen | resultaten Samoobrona in nationale en Europese verkiezingen | resultaten Samoobrona in nationale en Europese verkiezingen | resultaten Samoobrona in nationale en Europese verkiezingen | resultaten Samoobrona in nationale en Europese verkiezingen |
| Resultaten                | parl. 1993                                                  | parl. 1997                                                  | parl. 2001                                                  | EP 2004                                                     | parl. 2005                                                  | parl. 2007                                                  | EP 2009                                                     | parl. 2011                                                  | EP 2014                                                     | parl. 2015                                                  |
| ------------------------- | ----------------------------------------------------------- | ----------------------------------------------------------- | ----------------------------------------------------------- | ----------------------------------------------------------- | ----------------------------------------------------------- | ----------------------------------------------------------- | ----------------------------------------------------------- | ----------------------------------------------------------- | ----------------------------------------------------------- | ----------------------------------------------------------- |
| Percentage                | 2,78                                                        | 0,08                                                        | 10,20                                                       | 10,78                                                       | 11,41                                                       | 1,53                                                        | 1,46                                                        | 0,07                                                        | 0,04                                                        | 0,03                                                        |
| Zetels Sejm               | 0                                                           | 0                                                           | 53                                                          |                                                             | 56                                                          | 0                                                           |                                                             | 0                                                           |                                                             | 0                                                           |
| Zetels Senaat             | 0                                                           | 0                                                           | 2                                                           |                                                             | 3                                                           | 0                                                           |                                                             | 0                                                           |                                                             | 0                                                           |
| Zetels Europees Parlement |                                                             |                                                             |                                                             | 6                                                           |                                                             |                                                             | 0                                                           |                                                             | 0                                                           |                                                             |

Verder heeft Andrzej Lepper als leider van Samoobrona aan vier achtereenvolgende presidentsverkiezingen deelgenomen:
|            | resultaten Andrzej Lepper in de presidentsverkiezingen | resultaten Andrzej Lepper in de presidentsverkiezingen | resultaten Andrzej Lepper in de presidentsverkiezingen | resultaten Andrzej Lepper in de presidentsverkiezingen |
| Jaar       | 1995                                                   | 2000                                                   | 2005                                                   | 2010                                                   |
| ---------- | ------------------------------------------------------ | ------------------------------------------------------ | ------------------------------------------------------ | ------------------------------------------------------ |
| Percentage | 1,32                                                   | 3,05                                                   | 15,11                                                  | 1,28                                                   |